# 278 a. C.
El año 278 a. C. fue un año del calendario romano prejuliano. En el Imperio romano se conocía como el año 476 ab urbe condita. 

## Acontecimientos
- Consulados de Quinto Emilio Papo, cos. II, y Cayo Fabricio Luscino, cos. II, en la Antigua Roma.[1]
- Pirro de Epiro se traslada a Sicilia para ayudar a los griegos en su lucha contra los cartagineses.
- Nicomedes I se convierte en el primer rey de Bitinia.
- Los galos, al mando de Breno, invaden el Asia Menor, y la victoria de Antíoco I Sóter sobre estas hordas se dice es el origen de su título de Soter (griego para "salvador").

## Fallecimientos
- Qu Yuan, antiguo poeta chino (c. 340-278 a. C.).